# 南淵永河
南淵 永河（みなぶち の ながかわ）は、平安時代初期の貴族。姓は坂田宿祢のち坂田朝臣、南淵朝臣。大和守・坂田奈弖麻呂の三男。官位は正四位下・因幡権守。

## 経歴
朝野鹿取・小野岑守・菅原清人らと共に春宮・神野親王（のち嵯峨天皇）の侍読を務める。大同元年（806年）少外記。
大同4年（809年）嵯峨天皇の即位に伴い民部少丞に任ぜられ、弘仁4年（813年）従五位下・但馬介に叙任される。民部少輔・治部少輔・備後守を経て、弘仁10年（819年）従五位上・権左少弁に叙任されると、弘仁11年（820年）右近衛少将に右中弁、弘仁12年（821年）には正五位下・左中弁に蔵人頭を兼ねるなど嵯峨朝後半は文武の要職を歴任した。しかし、弘仁13年（822年）蔵人頭の官職を解かれている。
弘仁14年（823年）淳和天皇の即位に伴って従四位下・内蔵頭に叙任されると共に冷然院別当に任ぜられるが、まもなく越前守として地方官に転任する。同年12月には兄・弘貞と共に坂田朝臣から南淵朝臣に改姓している。のち、時期は不明ながら越中守に任ぜられるなど、淳和朝では地方官を務めた。天長10年（833年）従四位上。
仁明朝に入り、承和4年（837年）備前守次いで大宰大弐に任ぜられるが、仁愛を以て務めとなし庶民に慕われたという。またこの間に派遣・帰国した第19次遣唐使への対応にもあたっている。承和10年（843年）任期を終えて帰京したのち刑部卿に任ぜられるが、間もなく希望して地方官である播磨守に転任、承和12年（845年）正四位下・近江守に叙任された。
70歳を過ぎて辞官を請い、文徳朝では仁寿元年（851年）国の老臣として遙任で下野守のち因幡守・因幡権守を歴任した。天安元年（857年）10月12日卒去。享年81。最終官位は正四位下行因幡権守。
漢詩作品が『経国集』に採録されている。 

## 官歴
『六国史』による。
- 延暦25年（806年） 4月：少外記
- 大同4年（809年） 4月：民部少丞
- 時期不詳：正六位上
- 弘仁4年（813年） 正月7日：従五位下。正月10日：但馬介
- 弘仁8年（817年） 閏4月：民部少輔
- 弘仁9年（818年） 2月：治部少輔。日付不詳：兼備後守
- 弘仁10年（819年） 正月7日：従五位上。6月：権左少弁
- 弘仁11年（820年） 5月：右近衛少将。8月：右中弁
- 弘仁12年（821年） 正月：左中弁。正月：蔵人頭[2]。6月：正五位下。6月：治部大輔
- 弘仁13年（822年） 日付不詳：解蔵人頭[2]
- 弘仁14年（823年） 4月：従四位下。日付不詳：内蔵頭。日付不詳：冷然院別当。日付不詳：越前守。12月：坂田朝臣から南淵朝臣に改姓
- 天長4年（827年）以前：見越中守[3]
- 天長10年（833年） 正月7日：従四位上
- 承和4年（837年） 春：備前守。7月19日：大宰大弐
- 承和10年（843年） 2月10日：刑部卿
- 時期不詳：播磨守
- 承和12年（845年） 正月7日：正四位下。正月11日：近江守
- 仁寿元年（851年） 正月11日：下野守
- 仁寿3年（853年） 10月16日：因幡守
- 斉衡4年（857年）2月16日：因幡権守。10月12日：卒去（正四位下行因幡権守）

## 系譜
- 父：坂田奈弖麻呂[1]
- 母：槻本老の娘
- 妻：不詳
  - 男子：南淵年名（808-877）[4]